# Barnák László
Barnák László (Budapest, 1978. szeptember 25. –) magyar színész, rendező, látványtervező, művészeti menedzser, színigazgató. 

## Élete
Az Új Színházban kezdte színi pályáját, ahol négy évadot töltött. Előbb 1998–2000 között stúdiós volt, majd két évig rendezőasszisztens, többek között Ács János, Szikora János, Réthly Attila és Rudolf Péter mellett. 2006-ban diplomázott a Színház- és Filmművészeti Egyetemen Jordán Tamás és Lukáts Andor osztályában, színész szakon. Végzősként gyakorlati idejét a budapesti Katona József Színházban töltötte, ahol Bozsik Yvette, Gothár Péter és Silviu Purcărete rendezéseiben is szerepelt. Diploma után a szolnoki Szigligeti Színház társulatában játszott Balázs Péter igazgatói kinevezéséig, amikor a fél társulattal együtt távozott. Egy évadnyi szabadúszás után, Telihay Péter (a prózai társulat arculatát meghatározó rendező) hívására 2008-ban a Szegedi Nemzeti Színházhoz szerződött, ahol színészként és rendezőként is tevékenykedik. Itt állította színpadra 2014-ben a 12 dühös ember című Reginald Rose tévéjáték-adaptációt egy rendhagyó előadással és legalább ugyan ennyire különleges szereposztással, ugyanis a szegedi esküdtek sorában valódi ügyész, bíró, ügyvéd, egyetemi hallgató és oktató, hírigazgató és természetesen színművész is található. Szinte ennek, az amatőr színészeket játszató munkájának folytatásaként felkérést kapott Szombathelyi Nórától – aki az intézmény tanulmányi vezetője és kommunikációs referense – a Szegedi Keresztény Roma Szakkollégium hallgatóival közös Shakespeare-feldolgozásra. A velencei kalmárban a szegregáció és az előítélet problémakörével ismerkedhettek meg a szakkollégisták.
Tagja továbbá szereplőként és rendezőként a Vacsoraszinház társulatnak is, amely egy interaktív színházi előadással egybekötött vacsora és szerepjáték keveréke.
Színpadi tevékenységei mellett színházi workshopokat is szervezett. 2007–2008-ban elvégezte a Moholy-Nagy Művészeti Egyetem Menedzserképző Intézetének művészetmenedzsment szakát. 2008 tavaszán másfél hónapot töltött Hollandiában és Belgiumban, ahol tanulmányút keretében az adott országok színházi rendszerét vizsgálta. Szintén ettől az évtől produkciós vezetője is az a.N.N.a (Attempts on Her Life) című Martin Crimp darabnak. 2008. december 1-től a MASZK Országos Színészegyesület vezetőségi tagja. Deme Lászlóval közösen íróként és rendezőként is jegyzi a Hal a zacskóban és A rejtőzök című drámákat. 2010 és 2012 között a Károli Gáspár Református Egyetem színháztudomány mesterképzési szakának hallgatója, 2014-től a Budapesti Kommunikációs és Üzleti Főiskolán stratégiai marketinget tanult.
2010 és 2013 között a Kelemen László Színitanodában színészmesterséget tanított. A szegedi Radnóti Miklós Kísérleti Gimnáziummal együttműködésben tantermi előadások segítségével igyekszik megszerettetni a színházat a fiatalokkal. Óraadó tanárként dolgozott a Tömörkény István Gimnázium és Művészeti Szakközépiskolában, a Szegedi Tudományegyetemen pedig színházmenedzsment kurzust tartott a Bölcsészet- és Társadalomtudományi Kar designmenedzsment szakán, illetve színpadi gyakorlatot tanít Bartók Béla Művészeti Kar magánének tanszéken.
2018. július 1-től a Szegedi Nemzeti Színház igazgatója. 2021. február 15-tól április 30-ig a Szabadtéri Játékok ügyvezető igazgatójának nevezte ki a fenntartó önkormányzat, majd miután a Szegedi Szabadtéri Játékok és Fesztiválszervező Nonprofit Kft. hivatalosan is megszűnt, a tevékenységét és feladatait a Szegedi Nemzeti Színház vette át 2021. május 1-től. 2022-ben a Szegedi Nemzeti Színház: Dömötör-díj átadó gálaestjét is megrendezte. 2023-tól újabb ötéves megbízatást kapott a színház főigazgatójaként. Ebben az évben szerkesztő-rendezője volt Dömötör-díj gálaestjének és rendezője a 140 éves a Szegedi Nemzeti Színház ünnepi gálájának is.

## Díjai, elismerései
- Brno „Színművészeti egyetemek nemzetközi fesztiválja” – legjobb férfialakítás díja (Euripidész, Alkésztisz : Admetosz, 2005)
- Nádasdy Kálmán országos versmondó verseny – II. helyezett (2008)
- Kölcsey-érem (2017)[15]

## Színház
A Színházi adattárban 2018. január 15-i lekérdezéskor regisztrált bemutatóinak száma: színészként: 58, rendezőként: 9, szerzőként: 2, díszlettervezőként: 2, dramaturgként: 1.

### Szerepei
- Mihail Afanaszjevics Bulgakov: Álszentek összeesküvése – Bűvész (Új Színház, 2002)
- Euripidész: Alkésztisz – Admétosz (Ódry Színpad, 2004)
- Andromakhé – Molotosz, Andromakhé fia (Ódry Színpad, 2004)
- Bozsik Yvette: Turandot közfürdő (Katona József Színház, Kamra, 2006)
- Papp András–Térey János: Kazamaták (Katona József Színház, 2006)[17]
- Bertold Brecht: A szecsuáni jólélek – Unokaöcs (Szolnoki Szigligeti Színház, 2006)
- Mészáros István: Szarkaláb – Királyfi (Szolnoki Szigligeti Színház, 2006)
- Dés László, Nemes István: Sose halunk meg – Rendőr (Szolnoki Szigligeti Színház, 2006)
- Urs Widmer: Top dogs – Müller (Szolnoki Szigligeti Színház, 2007)
- Shakespeare: Szentivánéji álom – Kórász Laci és Hold (Szolnoki Szigligeti Színház, 2007)
- Gogol: A revizor – Postamester (Szolnoki Szigligeti Színház, 2007)
- Bozsik Yvette: Playground (Játszótér) – (Katona József Színház, 2007)
- Picasso: A telibe viszonzott vágyakozás – Nagylábujj (MU Színház, 2007)
- Martin Crimp: a.N.N.a. – Férfi (Merlin Színház, Mobil Front Műhely és a DrámaMA, 2008)

Szegedi Nemzeti Színház:
- Machiavelli, Háy: Mandragóra – Siro
- Simon Stephens: Pornográfia – az öt hátizsákos
- Balta a fejbe – Richárd
- Vörösmarty Mihály: Csongor és Tünde – Duzzog
- Fenyő Miklós, Tasnádi István: Aranycsapat – Stopli
- Molnár Ferenc: Liliom: Egy csirkefogó élete és halála – Mindenféle rendőrök földön és mennyben
- Friedrich Schiller: Haramiák – Razmann
- Anton Pavlovics Csehov: Három nővér – Tuzenbach, báró, főhadnagy
- Petr Zelenka: Hétköznapi őrültek – Ales
- Bernstein, Laurents, Sondheim: West Side story – Big Deal
- William Shakespeare: A makrancos hölgy – Lucentio
- Szép Ernő: Kávécsarnok, május – A fiú
- David Gieselmann: Kolpert úr – Pizzás
- Katona József: Bánk bán – Ottó, Gertrudis öccse
- Csokonai Vitéz Mihály: Az özvegy Karnyóné és a két szeleburdiak – Tündérfi
- Friedrich Dürrenmatt: Az öreg hölgy látogatása – Tanár
- Csukás István, Darvas Ferenc: Ágacska – Dani kacsa
- Vinnai András: Másikember – Alvin
- Pozsgai Zsolt: A Vasgróf – Kun Béla
- William Shakespeare: Ahogy tetszik – Voice hunter boys
- Bertolt Brecht, Paul Dessau: Kurázsi mama és gyermekei – A bekötött szemű és Zászlós
- M. Shelley – Hollós Gábor: Frankenstein: Tudós 2, Barát 2
- Ion Luca Caragiale: Az elveszett levél – Dudu, a város rendőre
- Moliére: Tartuffe – Cléante, Elmira öccse
- Carlo Collodi – Litvai Nelli: Pinokkió – Pillangó és Gazda, Cirkuszigazgató
- Mihail Afanaszjevics Bulgakov: Menekülés – Afrikan, érsek, tábori püspök
- Ödön von Horváth: Mesél a bécsi erdő – Hierlinger Ferdinánd, Gyóntató pap
- Háy János: Utánképzés (ittas vezetőknek) – Emil, feltehetőleg belügyes
- Friedrich Dürrenmatt: János király – Pembroke grófja (János minisztere), Chatillon (Fülöp követe)
- Ábrahám Pál – Alfred Grünwald – Fritz Löhner-Beda: Bál a Savoyban – René és Celestin Fourmint ügyvéd
- Papp András – Térey János: Kazamaták – Dimitrov doktor
- Harsányi Zsolt  Zágon István – Eisemann Mihály: XIV. René – Bobby jazzkarmester
- Gimesi Dóra – Jeli Viktória – Tasnádi István – Vészits Andrea: Időfutár – Schikaneder
- Kovács Márton-Mohácsi testvérek: Johanna, avagy maradjunk már emberek – Szereplő
- Edward Snape és a Fiery Angel Limited engedélye alapján John Buchan és Alfred Hitchcock: 39 lépcsőfok – Bohóc 2
- Székely Csaba: Mária országa – Durazzói Károly, nápolyi király
- Joseph Stein – Jerry Bock – Sheldon Harnick: Hegedűs a háztetőn – Rabbi
- Móricz Zsigmond: Rokonok – Csordás (kisbérlő) és Bisztriczay főmérnök
- Marc Norman – Tom Stoppard – Lee Hall: Szerelmes Shakespeare – Henslowe
- Szabó Magda: Az ajtó – Alezredes

### Rendezései
- Albert Camus: Caligula, valamint (Új Színház Stúdiószínpad, 2002)
- Frank Wedekind: A tavasz ébredése (Új Színház Stúdiószínpad, 2002)
- Barnák László, Deme László: Hal a zacskóban (Szegedi Nemzeti Színház, 2009)
- Barnák László, Deme László: A rejtőzők (Mobil Front Műhely, Szegedi Nemzeti Színház, 2010)
- Szophoklész: Antigoné – (Radnóti Miklós Kísérleti Gimnázium, Szegedi Nemzeti Színház, Tantermi Színházi Projekt, 2012)
- Jordi Galceran: A Grönholm-módszer (Szegedi Nemzeti Színház, 2013)
- Barnák László, Békési Eszter: NYUGATpontHÚ – (Mobil Front Műhely, Szegedi Nemzeti Színház, Tantermi Színházi Projekt, 2013)[18]
- Thuróczy Katalin: Mátyás mesék (Szegedi Nemzeti Színház, 2013)
- Vinnai András: Másikember (Szegedi Nemzeti Színház, 2014)
- Reginald Rose: 12 dühös ember (Szegedi Tudományegyetem – Szegedi Nemzeti Színház, 2014)
- Ephraim Kishon: Házasságlevél (Szegedi Pinceszínház, 2015)
- Arany János, Gimesi Dóra: Rózsa és Ibolya (Szegedi Nemzeti Színház, 2015)
- Carrie Fischer, Csorba Kata: Képeslapok a takarásból (Szegedi Nemzeti Színház Kisszínháza, 2016)
- Spiró György: PRAH – avagy telibetalálat (Szegedi Pinceszínház, 2017)
- Gimesi Dóra–Jeli Viktória–Tasnádi István–Vészits Andrea: Időfutár (Szegedi Nemzeti Színház, 2019)
- Georg Büchner, Závada Péter, Subicz Gábor: Leonce és Léna (Szegedi Nemzeti Színház, 2022)
- Joseph Stein, Jerry Bock, Sheldon Harnick: Hegedűs a háztetőn (Szegedi Nemzeti Színház, 2023)
- Szabó Magda: Az ajtó (Szegedi Nemzeti Színház, 2024)
- Alan Jay Lerner, Frederick Loewe: My Fair Lady (Szegedi Nemzeti Színház, 2024)

### Látványtervező
- Vinnai András: Másikember (Szegedi Nemzeti Színház, 2014)
- Reginald Rose: 12 dühös ember (Szegedi Nemzeti Színház, 2014)[19]
- Ephraim Kishon: Házasságlevél (Szegedi Pinceszínház, 2015)
- Szabó Magda: Az ajtó (Szegedi Nemzeti Színház, 2024)

### Dramaturg
- Thuróczy Katalin: Mátyás mesék (Szegedi Nemzeti Színház, 2013)

### Író
- Barnák László, Deme László: Hal a zacskóban (Szegedi Nemzeti Színház, 2009)
- Barnák László, Deme László: A rejtőzők (Mobil Front Műhely, Szegedi Nemzeti Színház, 2010)

## Film
Szerepei:
- 2001 Moszkva tér – egyetemista
- 2002 Linda 2. (tv-sorozat) – rendőrtiszti főiskolás
- 2003 Az ember, aki nappal aludt – rendőrtiszt
- 2006 Herminamező – Szellemjárás – Tisztelendő atya
- 2007 Eichmann(wd) (angol játékfilm) – a fiatal Night Guard (Eichmann börtönőre)
- 2013 Coming out – tv-s műsorvezető
- 2015 Las aventuras del capitán Alatriste (tv-sorozat, Un soldado del tercio epizód) – Criado Alcázar
- The Four -
- 2022 Doktor Balaton (sorozat) – orvos
- 2022 Béke – A nemzetek felett  – Huszár Károly

Továbbá:
- 2002 Kísértések – másodasszisztens